# Movimiento Comunista de España
El Movimiento Comunista (MC) fue un partido político español fundado por Eugenio del Río dentro de la clandestinidad de la España de Francisco Franco, y activo desde principios de los años setenta hasta 1991, año en que se unió a la Liga Comunista Revolucionaria (LCR), si bien la unificación acabó fracasando. El MC tuvo su máxima implantación en País Vasco y Navarra, y también estuvo presente en la Comunidad Valenciana, Cataluña, Andalucía, Asturias y Galicia, llegando a superar los 4.500 afiliados o militantes en el conjunto de España.

## Ideología
Desde el comienzo, el MC se definió como un partido revolucionario con el objetivo último de alcanzar una sociedad comunista. Inicialmente se identificó con las ideas de Marx y de Lenin, y en la década de 1970, especialmente en la primera mitad, se adhirió al maoísmo.
A partir de la segunda mitad de la década de 1980 el MC fue reconsiderando críticamente el valor de la ideología marxista y se mantuvo independiente de las distintas corrientes comunistas internacionales.

## Origen
El MC se formó a partir de la confluencia de diversas organizaciones comunistas españolas. El grupo mayoritario era el Movimiento Comunista de Euskadi (EMK), que estuvo implantado en el País Vasco y Navarra. Tuvo su origen en una escisión de Euskadi Ta Askatasuna (ETA) encabezada por los miembros de la Oficina Política Patxi Iturrioz y Eugenio del Río. ETA expulsó a este sector en la V Asamblea, celebrada en diciembre de 1966, acusado de «españolista» a causa de su actitud crítica hacia el nacionalismo vasco. De ahí surgió la organización ETA Berri (ETA Nueva) que en agosto de 1969 pasó a denominarse Komunistak (Comunistas) en euskera y Movimiento Comunista Vasco en castellano, y comenzó a entablar relaciones con grupos de ideas similares de otros lugares de España.
En octubre de 1971 EMK y la Organización Comunista de Zaragoza se unieron, fundándose el Movimiento Comunista de España (MCE). En enero de 1972 se editó el primer número de su publicación clandestina Servir al Pueblo, que años después pasaría a denominarse Hacer.
En agosto de ese mismo año se sumó al MCE un grupo de comunistas asturianos, algunos de los cuales habían pertenecido al Frente de Liberación Popular (FLP), y en septiembre se incorporó Unificació Comunista del País Valencià (anteriormente Tribuna Obrera). En mayo de 1973 lo hizo Federación de Comunistas, presente en Madrid y Galicia.
En julio de 1975 tuvo lugar el I Congreso del MCE en la localidad francesa de Fontenay-sous-Bois y se unió a la Plataforma de Convergencia Democrática (PCD). En enero de 1976 se suprimió la mención a España en el nombre, cambiándose las siglas MCE por las de MC. En marzo de ese año pasó a formar parte de Coordinación Democrática, resultante de la unión de la Junta Democrática con la PCD. También formó parte de la Plataforma de Organismos Democráticos (POD), constituida en septiembre de ese mismo año.
Durante estos años se multiplicó el número de sus miembros, que llegaron a sumar cerca de 5000, pero a partir de 1980 fueron disminuyendo paulatinamente. En ese mismo año se agregó al MC el Grup de Formació Marxista-Leninista de les Illes, un colectivo comunista de las islas Baleares.

## Estructura territorial
| Territorio           | Organización territorial                    | Publicación                  | Organización juvenil                                                                               |
| -------------------- | ------------------------------------------- | ---------------------------- | -------------------------------------------------------------------------------------------------- |
| Andalucía            | Movimiento Comunista de Andalucía (MCA)     |                              | |
| Aragón               | Movimiento Comunista de Aragón (MCA)        | Aragón Obrero y Campesino    | Juventudes Aragonesas Revolucionarias (antes Movimiento de Juventudes Comunistas de Aragón)        |
| Asturias             | Movimientu Comunista d'Asturies             | Octubre                      | Mocedaes Revolucionaries d'Asturies (Antes MJCA, Movimiento de Juventudes Comunistas de Asturias). |
| Cantabria            | Movimiento Comunista de Cantabria           |                              | |
| Castilla-La Mancha   | Movimiento Comunista de Castilla-La Mancha  |                              | |
| Castilla y León      | Movimiento Comunista de Castilla y León     | La Causa del Pueblo Burgalés | |
| Cataluña             | Moviment Comunista de Catalunya (MCC)       | La Veu dels Treballadors     | Moviment de Joventuts Comunistes de Catalunya.                                                     |
| Comunidad de Madrid  | Movimiento Comunista de Madrid (MC)         | Madrid en Pie                | |
| Comunidad Valenciana | Moviment Comunista del País Valencià (MCPV) | La Causa del Poble           | |
| Extremadura          | Movimiento Comunista de Extremadura         |                              | |
| Galicia              | Movemento Comunista de Galiza (MCG)         | Galicia en Loita             | Mocedade Galega Revolucionaria                                                                     |
| Islas Baleares       | Moviment Comunista de les Illes             |                              | |
| La Rioja             | Movimiento Comunista de La Rioja            |                              | |
| Navarra              | Euskadiko Mugimendu Komunista (EMK)         | Zer Egin?                    | Euskadiko Gazteria Gorria (Kemen)                                                                  |
| País Vasco           | Euskadiko Mugimendu Komunista (EMK)         | Zer Egin?                    | Euskadiko Gazteria Gorria (Kemen)                                                                  |

Entre sus principales responsables figuraron Patxi Iturrioz, Eugenio del Río, los hermanos Ignasi y Javier Álvarez Dorronsoro, Carles Dolç, José María Montserrat, José Ignacio Lacasta, Javier Villanueva, José Ignacio Fagoaga, Rosa Olivares Txertudi, Jesús Urra, Peio Aierbe, Milagros Rubio, Javier Ortiz, Xesús Veiga, Empar Pineda, José y Paloma Uría, Rosa María Zurro, Montserrat Oliván, Paulino Rodríguez, José Barcelona, María Antonia Caro, José Rodríguez Gordillo, Manuel Llusia, Samuel Pérez, María Gascón, Jon Kepa Iradi, Cristina Piris.

## Continuación en la Transición
En 1978 se creó una estructura autónoma de mujeres, con el fin de impulsar el feminismo en la organización y en su actividad.
Las organizaciones del MC, todavía ilegal, participaron en la formación de coaliciones electorales que participaron en las elecciones generales del 15 de junio de 1977. En ellas participó el MC con los diversos partidos de la Federación de Partidos Socialistas y con el Partido Carlista, a los que se añadieron otras fuerzas como EIA en el País Vasco. Cabe señalar entre ellas la Candidatura de Unidad Popular en Madrid, la CUPS en Barcelona, Euskadiko Ezkerra en el País Vasco, la Unión Navarra de Izquierdas (UNAI) en Navarra, el Frente Autonomista Aragonés, la Unidad Regionalista en Asturias, etc. Tan solo una de estas coaliciones, Euskadiko Ezkerra, obtuvo un escaño.
El MC fue legalizado el 21 de julio de 1977. En esos momentos el MC estaba compuesto por un 60% de trabajadores, un 30% de estudiantes y un 10% de profesionales. Un tercio de sus miembros eran mujeres. El grupo de edad más numeroso estaba entre los 25 y los 30 años, y el segundo, entre los 20 y los 25.
La nueva situación política sometió a una fuerte tensión al MC que dio lugar a una crisis en una de sus organizaciones más importantes, la de Madrid, y que se saldó con una escisión.
En el II Congreso Federal del MC, celebrado en Bilbao en marzo de 1978, se produjo una reafirmación de la orientación radical de la organización y se definió en el artículo 1 de sus estatutos como «partido comunista cuyo objetivo es la implantación del socialismo y el comunismo». En su artículo 2 precisaba que «la ideología del Movimiento Comunista es el marxismo-leninismo enriquecido por las aportaciones de Mao Tse Tung, y por todas las aportaciones y experiencias que son patrimonio del movimiento revolucionario internacional».
En diciembre de 1978 el MC llevó a cabo una intensa campaña preconizando la abstención en el referéndum de la Constitución, como forma de expresar sus desacuerdos con el texto sometido a consulta.
En un nuevo Congreso, celebrado el 3 y el 4 de febrero de 1979 en Madrid, se unieron el MC y la Organización de Izquierda Comunista (OIC), aunque una parte de esta última se desvinculó de ese proceso. La OIC, anteriormente defensora de ideas asamblearias y partidaria de las concepciones de Rosa Luxemburgo, había sufrido en los meses anteriores una grave crisis.
En las elecciones generales de marzo de 1979 se presentaron candidaturas bajo las siglas MC-OIC en todas las provincias salvo en Canarias, donde estaba presente el Movimiento de Izquierda Revolucionaria del Archipiélago Canario (MIRAC), con el que el MC venía manteniendo unas estrechas relaciones. Las candidaturas del MC-OIC obtuvieron 85.117 votos, un 0,47% del total. En abril de ese mismo año tuvieron lugar las elecciones municipales a las que concurrió el MC-OIC, presentando candidaturas en 350 localidades, en algunos casos en coalición con otras fuerzas. El número de votos cosechados fue de 105.217, y el de concejales 117, entre ellos los de Paterna del Campo, en Huelva (cuatro), Paterna, del País Valencià (uno), Mieres (uno) y Cangas del Narcea (uno) en Asturias, La Línea de la Concepción, en Cádiz (uno), Majadas de Tiétar, en Extremadura (cinco), Huesca (uno) y Jaca (dos).
Tras la desaparición de otras organizaciones de la izquierda radical, como el PTE, la ORT, Acción Comunista y la progresiva marginación de otras, como el POUM, OCE(BR), PCT, PCE(m-l), el Movimiento Comunista mantuvo su actividad y,durante la década de 1980, fue la organización de la izquierda radical con mayor implantación en España.
Durante la década de 1980 el MC trabajó activamente en los movimientos sociales. Había participado en las Comisiones Obreras (CCOO) en la clandestinidad. Impulsó el movimiento feminista y el movimiento por la paz y antimilitarista. Fue una de las organizaciones más activas en la oposición al ingreso de España en la OTAN, a través de la Comisión Anti-OTAN (CAO), y contribuyó a promover las marchas contra las bases norteamericanas de Torrejón y Rota.
En su IV Congreso, celebrado en 1983, se operó un cambio en su definición como organización. Así, su artículo 1 dice: «El MC es un partido comunista cuyo objetivo es la realización de la revolución socialista y la consecución de una sociedad comunista». Y su artículo 2: «La ideología del MC es el marxismo y el leninismo. El MC intenta incorporar a su patrimonio ideológico el conjunto de aportaciones y experiencias positivas de los movimientos revolucionarios y de emancipación de todo el mundo». De esta manera se suprimía su identificación como partido maoísta y se subrayaba su apertura a otras aportaciones. También se modificó el término "marxismo-leninismo" (se incluyó la "y") para diferenciarse de los partidos que se reivindicaban como herederos de la Internacional Comunista y de los seguidores del modelo de la URSS.
En la década de 1980 combinó la labor en los movimientos sociales con una búsqueda de la confluencia con organizaciones y partidos radicales, en especial, con la izquierda abertzale. El propósito de facilitar esa confluencia inspiró la separación formal de la organización vasca del resto del Movimiento Comunista en 1983, y el posterior apoyo del MC a las candidaturas de Herri Batasuna (HB) al Parlamento Europeo, en 1987 y 1989. Sin embargo, las relaciones con HB, que nunca fueron muy fluidas, se deterioraron a raíz del atentado de ETA contra Hipercor, en Barcelona, en junio de 1987, y por la obcecada pretensión de HB de dirigir la actividad de solidaridad con el pueblo vasco en el resto de España.
A comienzos de la década de 1980 se había producido la salida del MC de su organización local de Valladolid, cuyos responsables habían sido expulsados, que pasó a crear la Unidad Popular Castellana inspirándose en Herri Batasuna, y que sería el germen de Izquierda Castellana.
En esta década, el MC mantuvo unas intensas relaciones internacionales con organizaciones de la izquierda revolucionaria, sobre todo europeas y latinoamericanas, y desplegó una actividad solidaria con los pueblos palestino y saharaui, así como con las organizaciones populares centroamericanas.

## La unión con LCR
Tras un proceso de debate que duró un año, el Movimiento Comunista y la Liga Comunista Revolucionaria (LCR) acordaron fusionarse en una misma organización en un congreso llevado a cabo en noviembre de 1991. Se decidió denominar a la nueva organización Izquierda Alternativa, pero se acordó no servirse de este nombre hasta que se tomara una decisión sobre la articulación entre las distintas organizaciones territoriales y la forma que había de revestir la presencia pública en el conjunto de España. En tanto que no se tomara esta decisión, se utilizarían los nombres de cada organización territorial en sus propios ámbitos: Revolta en Cataluña, el País Valenciano y las Islas Baleares, Inzar en Galicia, Acción Alternativa en Andalucía, Lliberación en Asturias, Liberazión en Aragón, Zutik en el País Vasco, Batzarre en Navarra y Liberación en Madrid, Castilla y León, Castilla-La Mancha, Región de Murcia, La Rioja y Cantabria.
La organización unificada editó dos publicaciones: Página Abierta y Viento Sur, mientras que la Editorial Revolución, anteriormente vinculada al MC, pasó a llamarse Talasa.
La unidad duró poco tiempo, un año y medio escaso, hasta marzo de 1993, dado que existían diferencias importantes en el plano ideológico y en la idea misma de lo que debía ser la organización. El sector procedente del MC pretendía evolucionar hacia un modo de organización diferente de los partidos políticos, mientras que el sector originario de la LCR prefería reafirmarse como partido político.
Las tensiones originadas por el proceso de unidad fallido trajeron como consecuencia la práctica desaparición del lo que había sido el Moviment Comunista de Catalunya. En el resto de España las organizaciones en algunos casos se disolvieron: Lliberación, de Asturias, en 2010; Liberazión, de Aragón, y Zutik, del País Vasco, en 2011; e Inzar, de Galicia, en 2012. El resto de organizaciones contribuyó a la puesta en marcha de la Federación Acción en Red en 2008.